# Нивенское
Ни́венское (до 1946 года — Виттенберг (нем. Wittenberg) и Фридерикенталь (нем. Friederikenthal)) — посёлок в Багратионовском районе Калининградской области России. Расположен в 17 км от Калининграда и в 23 км от Багратионовска. Является административным центром Нивенского сельского поселения.

## История
Два соседних поселения — Виттенберг и расположенный на километр южнее Фридерикенталь до войны были отдельными населёнными пунктами. В 1946 году они были соединены в один посёлок, который получил название Нивенское. В 1910 году в Фридерикенталь проживало 39 человек, а в Виттенберге 494 человека. В 1939 году в Виттенберге проживало 896 человек. В 1947 году Нивенское стало центром Калининградского района.
До войны Виттенберг был узловой станцией на построенной железнодорожной линии Виттенберг (ныне Нивенское)—Тарау (ныне Владимирово)—Кройцбург (ныне Славское) (линия разобрана). В посёлке находится железнодорожная станция Владимиров на линии Калининград—Багратионовск.
Через Нивенское проходит автомобильная трасса А-195 Калининград—Багратионовск—российско-польская граница.
В посёлке есть больница, школа, детский сад. В поселке заложен православный храм в честь иконы Божией Матери «Неупиваемая Чаша». Действует железнодорожная станция «Владимирово». Через посёлок ходят автобусы 109, 137, 113, 148, 191 и маршрутное такси 136 до Калининграда.

## Население
| 1910 | 1939 | 2002  | 2010  |
| ---- | ---- | ----- | ----- |
| 494  | ↗896 | ↗2079 | ↘1728 |

## Достопримечательности
- Братская могила 149 советских воинов, павших в 1945 году.